# Duidania
Duidania là một chi thực vật có hoa trong họ Thiến thảo (Rubiaceae).

## Loài
Chi Duidania gồm các loài: